# Lista över fornlämningar i Västerås kommun (Rytterne)
Lista över fornlämningar i Västerås kommun (Rytterne) är en förteckning av ett urval av de fornlämningar som finns i Rytterne i Västerås kommun.
| Namn                                 | Lämningstyp                      | Tillkomsttid | Historisk indelning   | Plats                    | Läge                 | ID-nr          | Bild                                      |
| ------------------------------------ | -------------------------------- | ------------ | --------------------- | ------------------------ | -------------------- | -------------- | ----------------------------------------- |
| Rytterne 1:1                         | Gravfält                         |              | Rytterne, Västmanland |                          | 59.498430, 16.280542 | 10231400010001 | Ladda upp en till bild av detta fornminne |
| Rytterne 2:1                         | Röse                             |              | Rytterne, Västmanland |                          | 59.497318, 16.274844 | 10231400020001 | Ladda upp en bild av detta fornminne      |
| Rytterne 3:1                         | Stensättning                     |              | Rytterne, Västmanland |                          | 59.501824, 16.271540 | 10231400030001 | Ladda upp en bild av detta fornminne      |
| Rytterne 3:2                         | Hög                              |              | Rytterne, Västmanland |                          | 59.501677, 16.271824 | 10231400030002 | Ladda upp en bild av detta fornminne      |
| Rytterne 3:3                         | Hög                              |              | Rytterne, Västmanland |                          | 59.501595, 16.272148 | 10231400030003 | Ladda upp en bild av detta fornminne      |
| Rytterne 4:1                         | Stensättning                     |              | Rytterne, Västmanland |                          | 59.499868, 16.276661 | 10231400040001 | Ladda upp en bild av detta fornminne      |
| Rytterne 5:1                         | Gravfält                         |              | Rytterne, Västmanland |                          | 59.505831, 16.285115 | 10231400050001 | Ladda upp en bild av detta fornminne      |
| Rytterne 6:1                         | Gravfält                         |              | Rytterne, Västmanland |                          | 59.506999, 16.284826 | 10231400060001 | Ladda upp en bild av detta fornminne      |
| Rytterne 7:1                         | Gravfält                         |              | Rytterne, Västmanland |                          | 59.507899, 16.287565 | 10231400070001 | Ladda upp en bild av detta fornminne      |
| Rytterne 8:1                         | Stensättning                     |              | Rytterne, Västmanland |                          | 59.508573, 16.290137 | 10231400080001 | Ladda upp en bild av detta fornminne      |
| Rytterne 8:2                         | Stensättning                     |              | Rytterne, Västmanland |                          | 59.508976, 16.290951 | 10231400080002 | Ladda upp en bild av detta fornminne      |
| Rytterne 8:3                         | Stensättning                     |              | Rytterne, Västmanland |                          | 59.508367, 16.289611 | 10231400080003 | Ladda upp en bild av detta fornminne      |
| Rytterne 8:4                         | Stensättning                     |              | Rytterne, Västmanland |                          | 59.508353, 16.289865 | 10231400080004 | Ladda upp en bild av detta fornminne      |
| Rytterne 8:5                         | Stensättning                     |              | Rytterne, Västmanland |                          | 59.508233, 16.289877 | 10231400080005 | Ladda upp en bild av detta fornminne      |
| Rytterne 9:1                         | Gravfält                         |              | Rytterne, Västmanland |                          | 59.510513, 16.292899 | 10231400090001 | Ladda upp en bild av detta fornminne      |
| Rytterne 12:1                        | Gravfält                         |              | Rytterne, Västmanland |                          | 59.513070, 16.297393 | 10231400120001 | Ladda upp en bild av detta fornminne      |
| Rytterne 13:1                        | Gravfält                         |              | Rytterne, Västmanland |                          | 59.499435, 16.291261 | 10231400130001 | Ladda upp en bild av detta fornminne      |
| Rytterne 16:1                        | Röse                             |              | Rytterne, Västmanland |                          | 59.504534, 16.301563 | 10231400160001 | Ladda upp en bild av detta fornminne      |
| Rytterne 17:1                        | Stensättning                     |              | Rytterne, Västmanland |                          | 59.512444, 16.309256 | 10231400170001 | Ladda upp en bild av detta fornminne      |
| Rytterne 18:1                        | Stensättning                     |              | Rytterne, Västmanland |                          | 59.496321, 16.304992 | 10231400180001 | Ladda upp en bild av detta fornminne      |
| Rytterne 18:2                        | Stensättning                     |              | Rytterne, Västmanland |                          | 59.496207, 16.305131 | 10231400180002 | Ladda upp en bild av detta fornminne      |
| Rytterne 18:3                        | Stensättning                     |              | Rytterne, Västmanland |                          | 59.496370, 16.305250 | 10231400180003 | Ladda upp en bild av detta fornminne      |
| Rytterne 18:4                        | Stensättning                     |              | Rytterne, Västmanland |                          | 59.496416, 16.305501 | 10231400180004 | Ladda upp en bild av detta fornminne      |
| Rytterne 19:1                        | Stensättning                     |              | Rytterne, Västmanland |                          | 59.495547, 16.307356 | 10231400190001 | Ladda upp en bild av detta fornminne      |
| Rytterne 19:2                        | Stensättning                     |              | Rytterne, Västmanland |                          | 59.495667, 16.307305 | 10231400190002 | Ladda upp en bild av detta fornminne      |
| Rytterne 19:3                        | Stensättning                     |              | Rytterne, Västmanland |                          | 59.495640, 16.307541 | 10231400190003 | Ladda upp en bild av detta fornminne      |
| Rytterne 21:1                        | Gravfält                         |              | Rytterne, Västmanland |                          | 59.498795, 16.309841 | 10231400210001 | Ladda upp en bild av detta fornminne      |
| Rytterne 22:1                        | Stensättning                     |              | Rytterne, Västmanland |                          | 59.499150, 16.322568 | 10231400220001 | Ladda upp en bild av detta fornminne      |
| Sorbyborgen (Rytterne 23:1)          | Fornborg                         |              | Rytterne, Västmanland |                          | 59.496596, 16.320916 | 10231400230001 | Ladda upp en till bild av detta fornminne |
| Rytterne 25:1                        | Stensättning                     |              | Rytterne, Västmanland |                          | 59.499126, 16.328861 | 10231400250001 | Ladda upp en bild av detta fornminne      |
| Rytterne 27:1                        | Stensättning                     |              | Rytterne, Västmanland |                          | 59.504079, 16.329265 | 10231400270001 | Ladda upp en bild av detta fornminne      |
| Rytterne 28:1                        | Stensättning                     |              | Rytterne, Västmanland |                          | 59.505157, 16.327759 | 10231400280001 | Ladda upp en bild av detta fornminne      |
| Rytterne 29:1                        | Stensättning                     |              | Rytterne, Västmanland |                          | 59.507773, 16.330265 | 10231400290001 | Ladda upp en bild av detta fornminne      |
| Rytterne 30:1                        | Stensättning                     |              | Rytterne, Västmanland |                          | 59.509459, 16.328059 | 10231400300001 | Ladda upp en bild av detta fornminne      |
| Rytterne 31:1                        | Stensättning                     |              | Rytterne, Västmanland |                          | 59.507851, 16.334973 | 10231400310001 | Ladda upp en bild av detta fornminne      |
| Rytterne 32:1                        | Gravfält                         |              | Rytterne, Västmanland |                          | 59.485600, 16.314435 | 10231400320001 | Ladda upp en bild av detta fornminne      |
| Rytterne 34:1                        | Stensättning                     |              | Rytterne, Västmanland |                          | 59.493402, 16.323942 | 10231400340001 | Ladda upp en bild av detta fornminne      |
| Rytterne 36:1                        | Gravfält                         |              | Rytterne, Västmanland |                          | 59.518699, 16.303025 | 10231400360001 | Ladda upp en bild av detta fornminne      |
| Rytterne 38:1                        | Stensättning                     |              | Rytterne, Västmanland |                          | 59.519577, 16.304532 | 10231400380001 | Ladda upp en bild av detta fornminne      |
| Rytterne 39:1                        | Stensättning                     |              | Rytterne, Västmanland |                          | 59.521473, 16.306459 | 10231400390001 | Ladda upp en bild av detta fornminne      |
| Rytterne 39:2                        | Stensättning                     |              | Rytterne, Västmanland |                          | 59.521783, 16.307378 | 10231400390002 | Ladda upp en bild av detta fornminne      |
| Rytterne 40:1                        | Stensättning                     |              | Rytterne, Västmanland |                          | 59.522247, 16.308260 | 10231400400001 | Ladda upp en bild av detta fornminne      |
| Rytterne 43:1                        | Stensättning                     |              | Rytterne, Västmanland |                          | 59.524389, 16.323801 | 10231400430001 | Ladda upp en bild av detta fornminne      |
| Rytterne 44:1                        | Stensättning                     |              | Rytterne, Västmanland |                          | 59.523662, 16.315317 | 10231400440001 | Ladda upp en bild av detta fornminne      |
| Drakabacken (Rytterne 45:1)          | Gravfält                         |              | Rytterne, Västmanland |                          | 59.522405, 16.317606 | 10231400450001 | Ladda upp en bild av detta fornminne      |
| Rytterne 46:1                        | Stensättning                     |              | Rytterne, Västmanland |                          | 59.522516, 16.313469 | 10231400460001 | Ladda upp en bild av detta fornminne      |
| Rytterne 48:1                        | Hällristning                     |              | Rytterne, Västmanland |                          | 59.524641, 16.336058 | 10231400480001 | Ladda upp en bild av detta fornminne      |
| Rytterne 50:1                        | Stensättning                     |              | Rytterne, Västmanland |                          | 59.527487, 16.322047 | 10231400500001 | Ladda upp en bild av detta fornminne      |
| Stora Rytterne kyrka (Rytterne 51:1) | Begravningsplats                 |              | Rytterne, Västmanland |                          | 59.512707, 16.342707 | 10231400510001 | Ladda upp en bild av detta fornminne      |
| Stora Rytterne kyrka (Rytterne 51:2) | Kyrka/kapell                     |              | Rytterne, Västmanland |                          | 59.512874, 16.342929 | 10231400510002 | Ladda upp en bild av detta fornminne      |
| Vs 1 (Rytterne 52:1)                 | Runristning                      |              | Rytterne, Västmanland |                          | 59.512529, 16.342408 | 10231400520001 | Ladda upp en till bild av detta fornminne |
| Vs 2 (Rytterne 52:2)                 | Runristning                      |              | Rytterne, Västmanland | Stora Rytterne kyrkoruin | 59.512486, 16.342365 | 10231400520002 | Ladda upp en till bild av detta fornminne |
| Rytterne 53:1                        | Stensättning                     |              | Rytterne, Västmanland |                          | 59.513909, 16.353638 | 10231400530001 | Ladda upp en bild av detta fornminne      |
| Rytterne 53:2                        | Stensättning                     |              | Rytterne, Västmanland |                          | 59.513730, 16.353729 | 10231400530002 | Ladda upp en bild av detta fornminne      |
| Rytterne 55:1                        | Stensättning                     |              | Rytterne, Västmanland |                          | 59.499964, 16.350332 | 10231400550001 | Ladda upp en bild av detta fornminne      |
| Rytterne 58:1                        | Stensättning                     |              | Rytterne, Västmanland |                          | 59.498652, 16.361386 | 10231400580001 | Ladda upp en bild av detta fornminne      |
| Rytterne 59:1                        | Stensättning                     |              | Rytterne, Västmanland |                          | 59.527601, 16.347936 | 10231400590001 | Ladda upp en bild av detta fornminne      |
| Rytterne 60:1                        | Gravfält                         |              | Rytterne, Västmanland |                          | 59.527298, 16.364361 | 10231400600001 | Ladda upp en bild av detta fornminne      |
| Rytterne 61:1                        | Stensättning                     |              | Rytterne, Västmanland |                          | 59.525426, 16.358222 | 10231400610001 | Ladda upp en bild av detta fornminne      |
| Rytterne 61:2                        | Stensättning                     |              | Rytterne, Västmanland |                          | 59.525390, 16.358009 | 10231400610002 | Ladda upp en bild av detta fornminne      |
| Rytterne 61:3                        | Stensättning                     |              | Rytterne, Västmanland |                          | 59.525243, 16.357990 | 10231400610003 | Ladda upp en bild av detta fornminne      |
| Rytterne 62:1                        | Gravfält                         |              | Rytterne, Västmanland |                          | 59.525308, 16.356882 | 10231400620001 | Ladda upp en bild av detta fornminne      |
| Vallbyborg (Rytterne 63:1)           | Fornborg                         |              | Rytterne, Västmanland |                          | 59.528054, 16.368689 | 10231400630001 | Ladda upp en bild av detta fornminne      |
| Häxbacken (3) (Rytterne 64:1)        | Hällristning                     |              | Rytterne, Västmanland |                          | 59.517004, 16.360384 | 10231400640001 | Ladda upp en bild av detta fornminne      |
| Rytterne 65:1                        | Röse                             |              | Rytterne, Västmanland |                          | 59.522796, 16.379098 | 10231400650001 | Ladda upp en bild av detta fornminne      |
| Rytterne 67:1                        | Stensättning                     |              | Rytterne, Västmanland |                          | 59.522423, 16.374730 | 10231400670001 | Ladda upp en bild av detta fornminne      |
| Rytterne 70:1                        | Gravfält                         |              | Rytterne, Västmanland |                          | 59.520394, 16.369699 | 10231400700001 | Ladda upp en bild av detta fornminne      |
| Rytterne 74:1                        | Stensättning                     |              | Rytterne, Västmanland |                          | 59.505542, 16.377246 | 10231400740001 | Ladda upp en bild av detta fornminne      |
| Rytterne 74:2                        | Stensättning                     |              | Rytterne, Västmanland |                          | 59.505555, 16.377500 | 10231400740002 | Ladda upp en bild av detta fornminne      |
| Lilla Rytterne kyrka (Rytterne 75:1) | Kyrka/kapell                     |              | Rytterne, Västmanland |                          | 59.508303, 16.398952 | 10231400750001 | Ladda upp en till bild av detta fornminne |
| Lilla Rytterne kyrka (Rytterne 75:2) | Begravningsplats                 |              | Rytterne, Västmanland |                          | 59.508323, 16.398957 | 10231400750002 | Ladda upp en bild av detta fornminne      |
| Rytterne 76:1                        | Stensättning                     |              | Rytterne, Västmanland |                          | 59.510145, 16.391166 | 10231400760001 | Ladda upp en bild av detta fornminne      |
| Rytterne 77:1                        | Stensättning                     |              | Rytterne, Västmanland |                          | 59.511767, 16.385613 | 10231400770001 | Ladda upp en bild av detta fornminne      |
| Rytterne 77:2                        | Stensättning                     |              | Rytterne, Västmanland |                          | 59.511675, 16.386017 | 10231400770002 | Ladda upp en bild av detta fornminne      |
| Rytterne 78:1                        | Stensättning                     |              | Rytterne, Västmanland |                          | 59.510838, 16.396281 | 10231400780001 | Ladda upp en bild av detta fornminne      |
| Rytterne 79:1                        | Stensättning                     |              | Rytterne, Västmanland |                          | 59.510009, 16.407780 | 10231400790001 | Ladda upp en bild av detta fornminne      |
| Rytterne 82:1                        | Stensättning                     |              | Rytterne, Västmanland |                          | 59.505781, 16.435254 | 10231400820001 | Ladda upp en bild av detta fornminne      |
| Tidöborgen (Rytterne 84:1)           | Fornborg                         |              | Rytterne, Västmanland |                          | 59.504206, 16.466671 | 10231400840001 | Ladda upp en bild av detta fornminne      |
| Rytterne 86:1                        | Stensättning                     |              | Rytterne, Västmanland |                          | 59.499954, 16.495593 | 10231400860001 | Ladda upp en bild av detta fornminne      |
| Vikhusborgen (Rytterne 87:1)         | Fornborg                         |              | Rytterne, Västmanland |                          | 59.497859, 16.432668 | 10231400870001 | Ladda upp en bild av detta fornminne      |
| Rytterne 91:1                        | Gravfält                         |              | Rytterne, Västmanland |                          | 59.508309, 16.401303 | 10231400910001 | Ladda upp en bild av detta fornminne      |
| Rytterne 92:1                        | Stensättning                     |              | Rytterne, Västmanland |                          | 59.507656, 16.404497 | 10231400920001 | Ladda upp en bild av detta fornminne      |
| Rytterne 92:2                        | Stensättning                     |              | Rytterne, Västmanland |                          | 59.507764, 16.404489 | 10231400920002 | Ladda upp en bild av detta fornminne      |
| Rytterne 93:1                        | Gravfält                         |              | Rytterne, Västmanland |                          | 59.506827, 16.404204 | 10231400930001 | Ladda upp en bild av detta fornminne      |
| Rytterne 95:1                        | Stensättning                     |              | Rytterne, Västmanland |                          | 59.502844, 16.402217 | 10231400950001 | Ladda upp en bild av detta fornminne      |
| Rytterne 95:2                        | Stensättning                     |              | Rytterne, Västmanland |                          | 59.502648, 16.401873 | 10231400950002 | Ladda upp en bild av detta fornminne      |
| Rytterne 96:1                        | Gravfält                         |              | Rytterne, Västmanland |                          | 59.504366, 16.393379 | 10231400960001 | Ladda upp en bild av detta fornminne      |
| Rytterne 97:1                        | Fornborg                         |              | Rytterne, Västmanland |                          | 59.494158, 16.388080 | 10231400970001 | Ladda upp en bild av detta fornminne      |
| Rytterne 99:1                        | Stensättning                     |              | Rytterne, Västmanland |                          | 59.493552, 16.306614 | 10231400990001 | Ladda upp en bild av detta fornminne      |
| Rytterne 99:2                        | Stensättning                     |              | Rytterne, Västmanland |                          | 59.493619, 16.306879 | 10231400990002 | Ladda upp en bild av detta fornminne      |
| Rytterne 110:1                       | Röse                             |              | Rytterne, Västmanland |                          | 59.511153, 16.290039 | 10231401100001 | Ladda upp en bild av detta fornminne      |
| Rytterne 110:2                       | Röse                             |              | Rytterne, Västmanland |                          | 59.511295, 16.290048 | 10231401100002 | Ladda upp en bild av detta fornminne      |
| Rytterne 110:3                       | Stensättning                     |              | Rytterne, Västmanland |                          | 59.511210, 16.290266 | 10231401100003 | Ladda upp en bild av detta fornminne      |
| Rytterne 111:1                       | Stensättning                     |              | Rytterne, Västmanland |                          | 59.499933, 16.269586 | 10231401110001 | Ladda upp en bild av detta fornminne      |
| Rytterne 112:1                       | Stensättning                     |              | Rytterne, Västmanland |                          | 59.496128, 16.299965 | 10231401120001 | Ladda upp en bild av detta fornminne      |
| Rytterne 112:2                       | Stensättning                     |              | Rytterne, Västmanland |                          | 59.496093, 16.300204 | 10231401120002 | Ladda upp en bild av detta fornminne      |
| Rytterne 112:3                       | Stensättning                     |              | Rytterne, Västmanland |                          | 59.495994, 16.300114 | 10231401120003 | Ladda upp en bild av detta fornminne      |
| Rytterne 124:1                       | Stensättning                     |              | Rytterne, Västmanland |                          | 59.490399, 16.332679 | 10231401240001 | Ladda upp en bild av detta fornminne      |
| Rytterne 127:1                       | Gravfält                         |              | Rytterne, Västmanland |                          | 59.481926, 16.323218 | 10231401270001 | Ladda upp en bild av detta fornminne      |
| Rytterne 129:1                       | Stensättning                     |              | Rytterne, Västmanland |                          | 59.487970, 16.322309 | 10231401290001 | Ladda upp en bild av detta fornminne      |
| Apalholmen (Rytterne 130:1)          | Husgrund, förhistorisk/medeltida |              | Rytterne, Västmanland |                          | 59.486277, 16.334500 | 10231401300001 | Ladda upp en bild av detta fornminne      |
| Apalholmen (Rytterne 130:2)          | Husgrund, förhistorisk/medeltida |              | Rytterne, Västmanland |                          | 59.486553, 16.335126 | 10231401300002 | Ladda upp en bild av detta fornminne      |
| Stentorp (Rytterne 133:1)            | Stensättning                     |              | Rytterne, Västmanland |                          | 59.503751, 16.436771 | 10231401330001 | Ladda upp en bild av detta fornminne      |
| Rytterne 134:1                       | Husgrund, historisk tid          |              | Rytterne, Västmanland |                          | 59.497057, 16.418326 | 10231401340001 | Ladda upp en bild av detta fornminne      |
| Biskops-Fiholm (Rytterne 137:1)      | Husgrund, förhistorisk/medeltida |              | Rytterne, Västmanland |                          | 59.487823, 16.363339 | 10231401370001 | Ladda upp en bild av detta fornminne      |
| Rytterne 141:1                       | Stensättning                     |              | Rytterne, Västmanland |                          | 59.504535, 16.436586 | 10231401410001 | Ladda upp en bild av detta fornminne      |
| Rytterne 141:2                       | Stensättning                     |              | Rytterne, Västmanland |                          | 59.504839, 16.437042 | 10231401410002 | Ladda upp en bild av detta fornminne      |
| Rytterne 145:1                       | Gravfält                         |              | Rytterne, Västmanland |                          | 59.493853, 16.305600 | 10231401450001 | Ladda upp en bild av detta fornminne      |
| Rytterne 148:1                       | Stensättning                     |              | Rytterne, Västmanland |                          | 59.542397, 16.353351 | 10231401480001 | Ladda upp en bild av detta fornminne      |
| Rytterne 148:2                       | Stensättning                     |              | Rytterne, Västmanland |                          | 59.542423, 16.353044 | 10231401480002 | Ladda upp en bild av detta fornminne      |
| Rytterne 150:1                       | Stensättning                     |              | Rytterne, Västmanland |                          | 59.540765, 16.367698 | 10231401500001 | Ladda upp en bild av detta fornminne      |
| Rytterne 150:2                       | Stensättning                     |              | Rytterne, Västmanland |                          | 59.540649, 16.367640 | 10231401500002 | Ladda upp en bild av detta fornminne      |
| Rytterne 150:3                       | Stensättning                     |              | Rytterne, Västmanland |                          | 59.540777, 16.367433 | 10231401500003 | Ladda upp en bild av detta fornminne      |
| Rytterne 152:1                       | Gravfält                         |              | Rytterne, Västmanland |                          | 59.542531, 16.359310 | 10231401520001 | Ladda upp en bild av detta fornminne      |
| Rytterne 153:1                       | Stensättning                     |              | Rytterne, Västmanland |                          | 59.543624, 16.344217 | 10231401530001 | Ladda upp en bild av detta fornminne      |
| Rytterne 154:1                       | Stensättning                     |              | Rytterne, Västmanland |                          | 59.535798, 16.361536 | 10231401540001 | Ladda upp en bild av detta fornminne      |
| Rytterne 155:1                       | Stensättning                     |              | Rytterne, Västmanland |                          | 59.537012, 16.346201 | 10231401550001 | Ladda upp en bild av detta fornminne      |
| Rytterne 155:2                       | Stensättning                     |              | Rytterne, Västmanland |                          | 59.537130, 16.346138 | 10231401550002 | Ladda upp en bild av detta fornminne      |
| Rytterne 157:1                       | Gravfält                         |              | Rytterne, Västmanland |                          | 59.542733, 16.341869 | 10231401570001 | Ladda upp en bild av detta fornminne      |
| Rytterne 160:1                       | Gravfält                         |              | Rytterne, Västmanland |                          | 59.542708, 16.370602 | 10231401600001 | Ladda upp en bild av detta fornminne      |
| Rytterne 167:1                       | Gravfält                         |              | Rytterne, Västmanland |                          | 59.543381, 16.348418 | 10231401670001 | Ladda upp en bild av detta fornminne      |
| Rytterne 168:1                       | Stensättning                     |              | Rytterne, Västmanland |                          | 59.540426, 16.364081 | 10231401680001 | Ladda upp en bild av detta fornminne      |
| Rytterne 168:2                       | Stensättning                     |              | Rytterne, Västmanland |                          | 59.540531, 16.363916 | 10231401680002 | Ladda upp en bild av detta fornminne      |
| Rytterne 179:1                       | Gravfält                         |              | Rytterne, Västmanland |                          | 59.509620, 16.412496 | 10231401790001 | Ladda upp en bild av detta fornminne      |
| Rytterne 183:1                       | Grav- och boplatsområde          |              | Rytterne, Västmanland |                          | 59.482459, 16.347397 | 10231401830001 | Ladda upp en bild av detta fornminne      |
| Rytterne 184:1                       | Stensättning                     |              | Rytterne, Västmanland |                          | 59.481066, 16.347655 | 10231401840001 | Ladda upp en bild av detta fornminne      |
| Rytterne 186:1                       | Husgrund, förhistorisk/medeltida |              | Rytterne, Västmanland |                          | 59.504489, 16.485579 | 10231401860001 | Ladda upp en bild av detta fornminne      |
| Rytterne 187:1                       | Stensättning                     |              | Rytterne, Västmanland |                          | 59.492605, 16.340230 | 10231401870001 | Ladda upp en bild av detta fornminne      |
| Rytterne 188:1                       | Röse                             |              | Rytterne, Västmanland |                          | 59.493289, 16.341273 | 10231401880001 | Ladda upp en bild av detta fornminne      |
| Rytterne 189:1                       | Röse                             |              | Rytterne, Västmanland |                          | 59.493842, 16.342550 | 10231401890001 | Ladda upp en bild av detta fornminne      |
| Rytterne 190:2                       | Stensättning                     |              | Rytterne, Västmanland |                          | 59.511902, 16.354820 | 10231401900002 | Ladda upp en bild av detta fornminne      |
| Rytterne 190:3                       | Stensättning                     |              | Rytterne, Västmanland |                          | 59.511764, 16.354821 | 10231401900003 | Ladda upp en bild av detta fornminne      |
| Rytterne 190:4                       | Stensättning                     |              | Rytterne, Västmanland |                          | 59.511513, 16.354792 | 10231401900004 | Ladda upp en bild av detta fornminne      |
| Rytterne 196:1                       | Gravfält                         |              | Rytterne, Västmanland |                          | 59.523950, 16.351792 | 10231401960001 | Ladda upp en bild av detta fornminne      |
| Kalvstorp (Rytterne 213)             | Lägenhetsbebyggelse              |              | Rytterne, Västmanland |                          | 59.488758, 16.485121 | 12000000074954 | Ladda upp en bild av detta fornminne      |